# Mauro Nespoli
Mauro Nespoli, né le 22 novembre 1987 à Voghera, est un archer italien.
Il a notamment remporté le titre olympique avec l'équipe d'Italie aux Jeux de 2012, après avoir remporté l'argent en 2008.

## Palmarès
- Jeux olympiques
  -  Médaille d'or par équipe aux Jeux olympiques d'été de 2012 à Londres

- Jeux européens
  -  Médaille d'or à l'épreuve par équipe mixte aux Jeux européens de 2015 à Bakou.
  -  Médaille d'or à l'épreuve par équipe mixte aux Jeux européens de 2019 à Minsk.
  -  Médaille d'or à l'épreuve par équipe homme aux Jeux européens de 2023 à Cracovie.
  -  Médaille de bronze à l'épreuve par équipe homme aux Jeux européens de 2019 à Minsk.

- Jeux méditerranéens
  -  Médaille d'argent à l'épreuve par équipe mixte aux Jeux méditerranéens de 2022 à Oran.
  -  Médaille de bronze à l'épreuve individuelle aux Jeux méditerranéens de 2022 à Oran.